# Filaret (Cuzmin)
Filaret (světským jménem: Iurii Cuzmin; * 30. ledna 1978, Donici) je moldavský duchovní Moldavské pravoslavné církve, biskup căprianský a vikář kišiněvské eparchie.

## Život
Narodil se 30. ledna 1978 ve vesnici Donici rajónu Orhei.
Po střední škole byl přijat do monastýru Dobrușa. Studoval na Kišiněvském duchovním semináři a Kišiněvské duchovní akademii. Dne 3. prosince 1996 byl postřižen na rjasofora a 4. prosince do malé schimy se jménem Filaret na počest svatého Filareta.
Dne 8. ledna 1998 byl metropolitou kišiněvským a celého Moldavska Vladimirem (Cantareanem) rukopoložen na jerodiákona a 14. ledna na jeromonacha. Stal se představeným Archangelského chrámu vesnice Găuzeni. Roku 2000 byl povýšen na igumena.
Dne 3. dubna 2002 se stal sekretářem monastýru Căpriana a 23. července jeho představeným. Následující rok byl povýšen na archimandritu.
Dne 2. prosince 2021 byl ustanoven předsedou Synodního oddělení pro monastýry a mnišství Moldavské pravoslavné církve a 5. ledna 2022 blagočinným rajónu Străşeni.
Dne 11. října 2023 jej Svatý synod zvolil biskupem căprianským a vikářem kišiněvské eparchie. Biskupská chirotonie proběhla 22. října v chrámu Narození Krista v Kišiněvě. Hlavním světitelem byl metropolita kišiněvský a celého Moldavská Vladimir (Cantarean).